# Charlie Nearburg

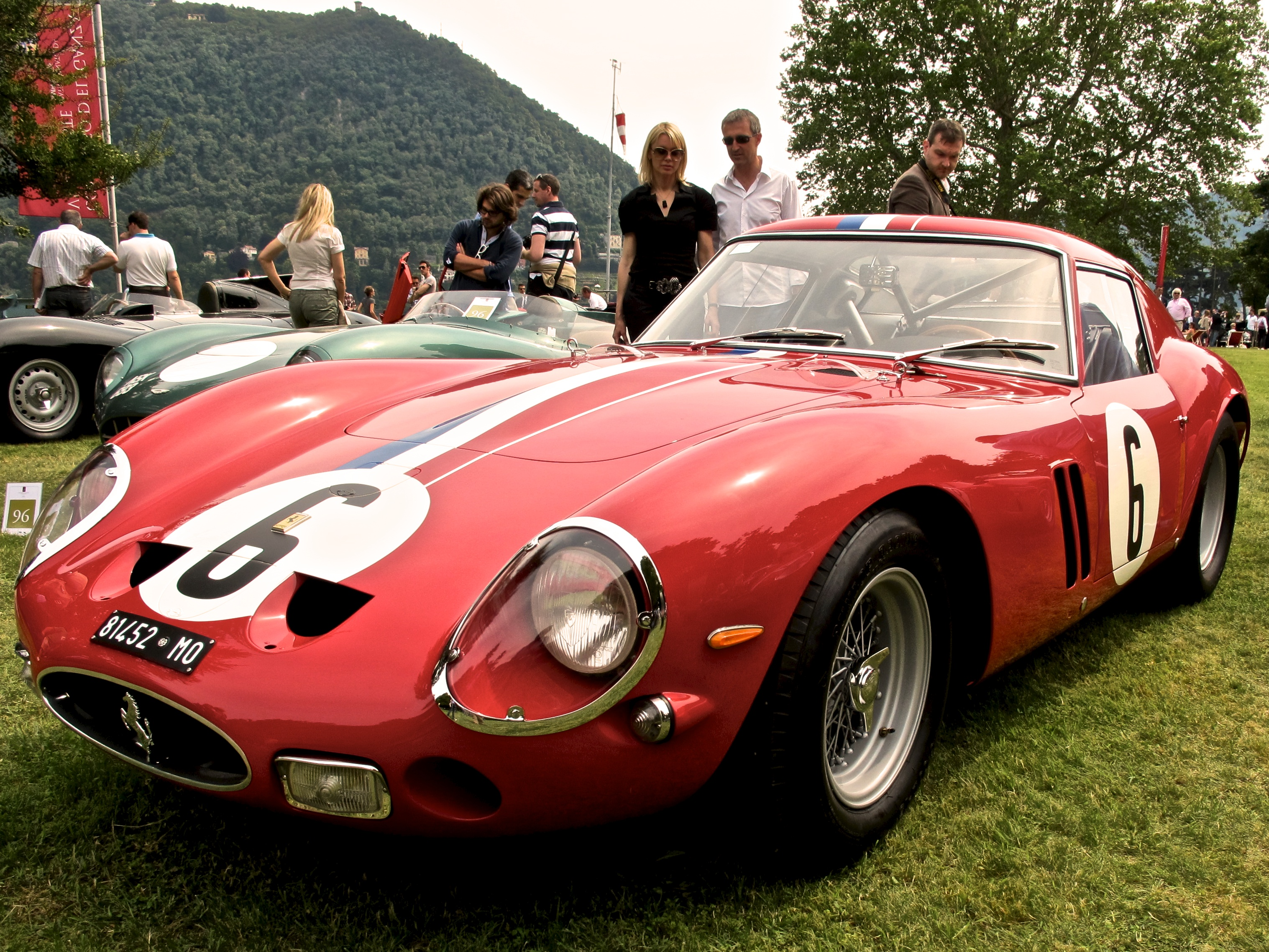
Der sich im Besitz von Charlie Nearburg befindliche Ferrari 250 GTO mit der Fahrgestellnummer 3943GT

Charles Eugene „Charlie“ Nearburg (* 6. September 1950 in Dallas) ist ein US-amerikanischer Unternehmer, Autorennfahrer und Geschwindigkeitsweltrekordler.

## Unternehmer
Charlie Nearburg besuchte die St. Mark’s School of Texas, wo er 1968 seinen Abschluss machte. Nach der Highschool besuchte er das Dartmouth College und schloss als Maschinenbauingenieur ab. Er gründete Nearburg Exploration, eines der größten unabhängigen Erdgas- und Öl-Handelsunternehmen von Texas.

## Karriere im Motorsport
Charlie Nearburg ist vor allem als Automobil-Geschwindigkeitsrekordler bekannt. Seit dem 21. September 2010 ist er der Mann, der am schnellsten ein radangetriebenes Auto mit Verbrennungsmotor ohne Motoraufladung gefahren ist. Auf dem Großen Salzsee in Utah erreichte er mit dem Spirit of Rett 666,776 km/h.
Nearburg war auch als Rennfahrer aktiv. Viele Jahre fuhr er in der Atlantic Championship und war 1978 Gesamtzweiter in der SCCA-Formula-A-Meisterschaft. 1997 hatte er für Dale Coyne Racing drei Einsätze in der CART-Serie und ging im selben Jahr auf einem Ferrari 333SP beim 24-Stunden-Rennen von Le Mans an den Start. Teamkollegen waren Michel Ferté und Adrián Campos. Das Trio musste das Rennen schon nach 18 Runden wegen eines defekten Benzinsystems aufgeben. Sein größter Erfolg im internationalen Sportwagensport war der vierte Rang beim 12-Stunden-Rennen von Sebring 1997.
Nearburg besitzt eine wertvolle Automobilsammlung, zu der neben einigen Bugattis auch ein Ferrari 250 GTO gehört. Mit einem McLaren M23 aus dieser Sammlung nimmt er seit 2014 an historischen Monopostorennen teil.

## Statistik

### Le-Mans-Ergebnisse
| Jahr | Team         | Fahrzeug      | Teamkollege  | Teamkollege   | Platzierung | Ausfallgrund |
| ---- | ------------ | ------------- | ------------ | ------------- | ----------- | ------------ |
| 1997 | Pilot Racing | Ferrari 333SP | Michel Ferté | Adrián Campos | Ausfall     | Benzinsystem |

### Sebring-Ergebnisse
| Jahr | Team                   | Fahrzeug          | Teamkollege | Teamkollege  | Platzierung | Ausfallgrund |
| ---- | ---------------------- | ----------------- | ----------- | ------------ | ----------- | ------------ |
| 1996 | Chapman Root           | Porsche 911 Turbo | David Murry | Chapman Root | Rang 10     |              |
| 1997 | Downing Atlanta Racing | Kudzu DLM         | Jim Downing | Tim McAdam   | Rang 4      |              |